# Benin vid världsmästerskapen i friidrott 2023
Benin tävlade vid världsmästerskapen i friidrott 2023 i Budapest i Ungern mellan den 19 och 27 augusti 2023.

## Resultat
Benins trupp bestod av en idrottare.

### Damer
Gång- och löpgrenar
| Idrottare     | Gren      | Försöksheat | Försöksheat | Semifinal | Semifinal | Final            | Final            |
| Idrottare     | Gren      | Resultat    | Placering   | Resultat  | Placering | Resultat         | Placering        |
| ------------- | --------- | ----------- | ----------- | --------- | --------- | ---------------- | ---------------- |
| Noélie Yarigo | 800 meter | 1.59,96     | 1 Q         | 1.59,43   | 3         | Gick inte vidare | Gick inte vidare |